# Doxospira
Doxospira is een geslacht van weekdieren uit de klasse van de Gastropoda (slakken).

## Soort
- Doxospira hertleini Shasky, 1971